# Mogera
Mogera är ett släkte mullvadsdjur med fem arter som förekommer i östra Asien.

## Utseende
Arterna har liksom andra mullvadsdjur av underfamiljen Talpinae en cylindrisk kropp och en spetsig nos. Den täta pälsen har en brun- till svartaktig färg. Individerna har breda gulaktiga framtassar med klor för att gräva i marken. Den korta svansen är glest täckt med hår. I motsats till andra mullvadsdjur saknar de hörntänder i underkäken och de sista premolara tänderna är förstorade. Kroppslängden ligger vanligen mellan 9 och 20 cm och därtill kommer en 1 till 2 cm lång svans.

## Ekologi
Det är inte mycket känt om arternas levnadssätt. Antagligen lever de liksom andra mullvadar största delen av livet underjordisk i tunnelsystem. Födan utgörs av daggmaskar, insekter och andra småkryp.

## Arter och utbredning
Enligt Wilson & Reeder (2005) skiljs mellan fem arter.
- Mogera imaizumii är en liten mullvad som lever på den japanska ön Honshū.
- Mogera insularis förekommer i sydöstra Kina samt på Taiwan och Hainan.
- Mogera tokudae är endemisk för den japanska ön Sado väster om Honshū.
- Mogera uchidai hittas endast på Senkaku-öarna. Den beskrevs först 1991 som art.
- Mogera wogura förekommer i stora delar av Japan samt på det asiatiska fastlandet, vid nedre loppet av Amur, i Manchuriet och på Koreahalvön.

IUCN godkänner ytterligare två arter:
- Mogera etigo
- Mogera robusta

## Status
IUCN listar Mogera tokudae som nära hotad (NT) och Mogera uchidai med kunskapsbrist (DD). De andra tre betraktas som livskraftiga (LC). Dessutom listas två populationer som här räknas som underarter.